# Segunda División de Chile 1965
Segunda División de Chile 1965 var 1965 års säsong av den nationella näst högsta divisionen för fotboll i Chile, som vanns av Ferrobádminton som således gick upp i Primera División (den högsta divisionen). Inget lag flyttades ner.

## Tabell
|  |     | Lag                   | Poäng | M  | V  | O  | F  | GM | IM | MSK |
|  | --- | --------------------- | ----- | -- | -- | -- | -- | -- | -- | --- |
|  | 1.  | Ferrobádminton        | 49    | 36 | 17 | 15 | 4  | 57 | 30 | +27 |
|  | 2.  | Huachipato            | 46    | 36 | 17 | 12 | 7  | 52 | 31 | +21 |
|  | 3.  | Colchagua Deportes    | 41    | 36 | 15 | 11 | 10 | 66 | 51 | +15 |
|  | 4.  | Municipal de Santiago | 38    | 36 | 14 | 10 | 12 | 50 | 45 | +5  |
|  | 5.  | Luis Cruz Martínez    | 37    | 36 | 13 | 11 | 12 | 59 | 48 | +11 |
|  | 6.  | Ñublense              | 37    | 36 | 12 | 13 | 11 | 50 | 51 | -1  |
|  | 7.  | San Antonio Unido     | 37    | 36 | 13 | 11 | 12 | 48 | 51 | -3  |
|  | 8.  | Trasandino            | 36    | 36 | 14 | 8  | 14 | 44 | 48 | -4  |
|  | 9.  | Deportes Ovalle       | 35    | 36 | 11 | 13 | 12 | 43 | 41 | +2  |
|  | 10. | Lister Rossel         | 35    | 36 | 12 | 11 | 13 | 63 | 61 | +2  |
|  | 11. | San Bernardo Central  | 30    | 36 | 7  | 16 | 13 | 36 | 47 | -11 |
|  | 12. | UTE                   | 24    | 36 | 7  | 10 | 19 | 42 | 68 | -26 |
|  | 13. | Iberia                | 23    | 36 | 6  | 11 | 19 | 38 | 76 | -38 |

|  | Uppflyttade till Primera División. |